# Samsung Galaxy S
Das Samsung Galaxy S I9000 (kurz Samsung Galaxy S oder SGS) ist ein Smartphone des südkoreanischen Konzerns Samsung und der Nachfolger des Samsung Galaxy I7500. Seit Anfang Juli 2010 ist es auf dem deutschen Markt erhältlich.

## Technik
Wie das Samsung Wave S8500 hat das Galaxy S einen kapazitiven „Super-AMOLED“-Sensorbildschirm mit einer Auflösung von 480 × 800 Pixeln (WVGA-Standard) und unterstützt WLAN nach dem IEEE-802.11n-Standard sowie Bluetooth in der Version 3.0. Die verbaute Kamera, ohne LED-Blitzlicht, löst 5 Megapixel auf und kann Videos mit einer Auflösung von 1280 × 720 Pixeln aufnehmen. Weiterhin hat das Smartphone einen 1 GHz-Cortex-A8-Hummingbird-Prozessor und 512 MB RAM-Speicher sowie einen A-GPS-Empfänger. Die technische Ausstattung des Galaxy S ähnelt stark dem Apple iPhone 4, dessen Prozessor ebenfalls von Samsung gebaut wird und auf dessen A4 basiert. Mit dem PowerVR SGX540 ist im Galaxy S ein leistungsfähigerer 3D-Chip eingebaut als im iPhone 4 (SGX535+), weshalb das Samsung Galaxy S als direkter Konkurrent angesehen wird. Das Galaxy S i9000 ist eines von wenigen Android-Smartphones, welches das Bluetooth-Profil rSAP (remote Sim Access Profile) unterstützt.
Mit dem Samsung Galaxy S II stellte Samsung beim GSMA Mobile World Congress am 14. Februar 2011 den Nachfolger des Galaxy S vor.

## Betriebssystem/Firmware
Das Samsung Galaxy S I9000 läuft unter dem Betriebssystem Android. Bei Verkaufsstart wurde die Version 2.1 „Eclair“ ausgeliefert, im November 2010 dann Version 2.2 „Froyo“; eine Aktualisierung auf diese Version für Bestandskunden war seit 5. November 2010 über das Samsung-eigene Programm „Kies“ möglich. Kurze Zeit später erschien Version 2.2.1. Seit dem 11. Juni 2011 gibt es Android 2.3.3 „Gingerbread“ (Deutschland), seit September 2012 Version 2.3.6 „Gingerbread“ über die Software Kies.
Neben diesen offiziellen, von Samsung ausgelieferten und unterstützten Betriebssystemen, existieren noch eine Reihe anderer Aftermarket-Firmware-Versionen (z. B. CyanogenMod), die ebenfalls auf Android basieren, und die auch nach dem letzten offiziellen Update von Samsung noch weiterentwickelt werden. Damit ist es beispielsweise möglich, ein auf Android 4 basierendes Betriebssystem auf dem Galaxy S zu installieren.

## Varianten
Nach Vorstellung der Nachfolger S II und S III hat Samsung mehrere überarbeitete Varianten des Galaxy S veröffentlicht, die für spezielle Kundengruppen entwickelt wurden. Dazu gehören vor allem drei Geräte:

### Galaxy S Plus
Eine verbesserte Version des Galaxy S ist mit dem Namenszusatz „Plus“ (GT I9001) erhältlich. Es hat einen schnelleren Prozessor (1,4 GHz), doppelt so schnelles HSDPA, einen leistungsfähigeren Akku und wird von vornherein mit Android 2.3.3 ausgeliefert.
Trotz des ähnlichen Namens unterscheidet es sich intern erheblich vom Galaxy S. So ist der Chipsatz eher kompatibel zum HTC Desire HD.

### Galaxy S Advance
Seit Februar 2012 ist das Galaxy S Advance erhältlich; es bietet neben einem mit 1 GHz getakteten Dual-Core-Prozessor auch eine Fotoleuchte und unterstützt optional NFC. Seit April 2013 ist für dieses Modell Android 4.1.2 „Jelly Bean“ verfügbar.

### Galaxy S DUOS
Im August 2012 wurde das Galaxy S DUOS (GT-S7562) vorgestellt, das zwei SIM-Karten gleichzeitig aufnehmen kann. Anstelle des AMOLED-Bildschirms ist ein TFT der gleichen Auflösung (800 × 480) verbaut, außerdem hat das Gerät einen schwächeren Akku. Obwohl zwei SIMs daueraktiviert sind, erreicht diese jüngere Modellvariante trotz kleinerem Akku jedoch bis zu 570 Std. Standby im 2G-Betrieb.

### Galaxy S DUOS 2
Im Dezember 2013 kam als Nachfolger des Galaxy S DUOS das Galaxy S DUOS 2 (GT-S7582) auf den Markt. Als Prozessor kommt die Dual-Core-CPU Broadcom BCM21664T mit 1,2 GHz zum Einsatz. Dafür schrumpfte das RAM auf 768 MB und der interne Speicher auf 4 GB.

## Erfolge
Im Januar 2011 kürte die Stiftung Warentest das Samsung Galaxy S im Vergleich mit 16 anderen Smartphones zum Testsieger mit der Endnote „gut (2,0)“. Gleichzeitig wurde bekannt, dass das Smartphone zu diesem Zeitpunkt weltweit bereits über 10 Millionen Mal verkauft worden war. Im Juni 2012 waren es 24 Millionen. Bei der European Imaging and Sound Association (2010–2011) gewann das Samsung Galaxy S GT-I9000 einen Preis. Im test-Heft 01/2012 erhielt das Galaxy S Plus dagegen nur noch ein „befriedigend (2,8)“ (Platz 14 von 20).